# 聖尼各老教堂 (維爾紐斯)
聖尼各老教堂是位於立陶宛首都維爾紐斯舊城的一座教堂，也是立陶宛現存教堂中歷史最久的教堂之一。始建於14世紀。教堂的鐘樓修建於17世紀，為巴洛克式建築。